# Jean Galot
Pour les articles homonymes, voir Galot.
Jean Galot, né le 31 août 1919 à Ougrée (Belgique) et décédé le 18 avril 2008 à Bruxelles est un prêtre jésuite belge, théologien et professeur de théologie à l'Université grégorienne de Rome. 
Auteur spirituel très fécond de réputation mondiale et de lecture très abordable, on lui doit de nombreux articles de théologie et plus d'une centaine d'ouvrages de doctrine spirituelle traduits en plusieurs langues. Son champ d'investigation embrasse la théologie trinitaire, la christologie, la patrilogie (étude de la paternité divine), la pneumatologie (le Saint-Esprit), la mariologie, l'ecclésiologie et l'eschatologie. 

## Biographie
Jean Galot est né dans la banlieue de Liège le 31 août 1919. Il est le fils d'Edmond Galot et de Gabrielle Delfosse, qui comptent trois autres enfants, dont André et Anne-Marie.
Il fait ses humanités au collège Saint-Stanislas de Mons et poursuit ses études à la faculté de droit et de criminologie de Louvain, où il obtient un doctorat en criminologie. En 1941, il entre au noviciat jésuite d'Arlon à l'âge de 22 ans, avec 25 autres aspirants.

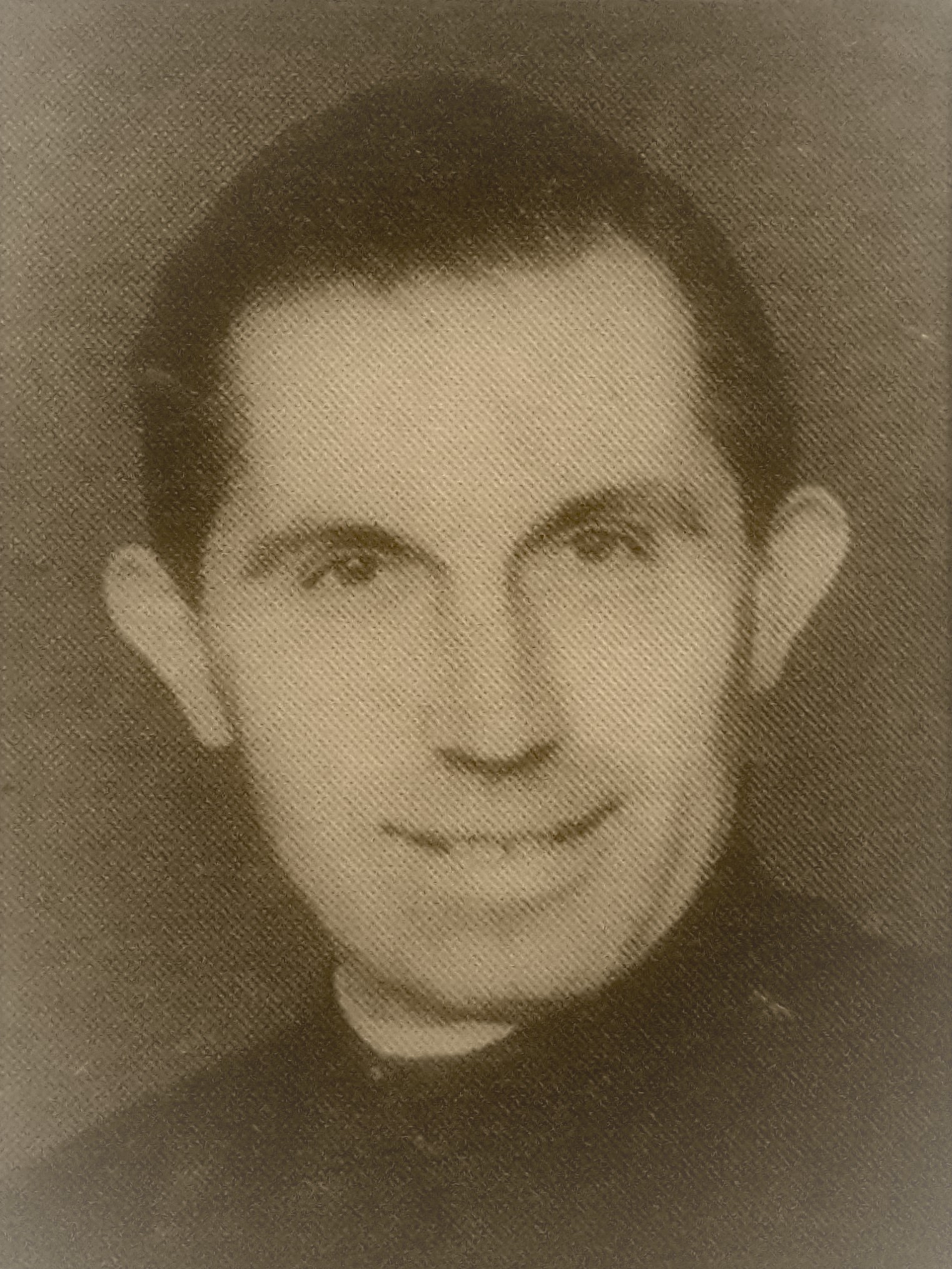
Le Père Galot, jeune prêtre (vers 1950)

Il devient docteur en philosophie et en théologie. Sa thèse en théologie sacramentaire sera soutenue à Rome et publiée sous le titre : La nature du caractère sacramentel : étude de théologie médiévale.
Ordonné prêtre en 1949, il est chargé dès 1953 de donner des cours de théologie au théologat jésuite de Louvain à Eeghenhoven, où il restera engagé 19 ans.
En 1972, il est nommé professeur à la faculté de théologie et à l'Institut de sciences religieuses de l'Université pontificale grégorienne à Rome, où il dispense des cours de théologie dogmatique puis de christologie et de mariologie jusqu'en 1993. Il enseignera aussi au collège Saint-Albert de Louvain. Nommé consulteur auprès de la Congrégation romaine pour le Clergé, il collabore à la rédaction de L'Osservatore Romano, la Nouvelle Revue théologique, ainsi que les revues Communio, Esprit & Vie et Civiltà cattolica. Aux éditions Duculot-Lethielleux, il dirige la collection "Renouveau" qui publie des études sur les textes du concile Vatican II.
À compter de 1987 et jusqu'à sa mort, il sera le responsable international de l'Union internationale du Cœur eucharistique Pro mundi vita. Devenu professeur émérite en 1991, il continue d'enseigner dans les séminaires et les instituts religieux en de nombreux pays différents: Allemagne, Pays-Bas, Croatie, Australie, Japon, Taïwan et États-Unis.
En 2005, pour des raisons de santé, il quitte Rome pour rentrer dans son pays natal où il rejoint la communauté jésuite de la 'maison Saint-Claude-La-Colombière', à Bruxelles. C'est là qu'il meurt à l'aube du 18 avril 2008.

## Pensée théologique
Dans les débats théologiques et pastoraux sur le sacerdoce catholique qui suivent le concile Vatican II, il défend par ses écrits des positions traditionnelles, tout un intégrant l'apport conciliaire, surtout concernant la vie consacrée. En christologie, il s'appuie sur le concile de Chalcédoine et le Nouveau Testament pour affirmer la double nature du Christ et dénoncer la "nouvelle christologie" du théologien dominicain Schillebeeckx, qu'il qualifie de christologie par en bas. 
Surnommé le mariologue de Wojtyla, il inspire la pensée mariale du pape Jean-Paul II et collabore activement à la rédaction de ses soixante-dix catéchèses sur la Sainte Vierge (1995-97). En particulier, il milite en faveur de la proclamation d'un cinquième dogme marial - le titre controversé de Marie co-rédemptrice bien que ce titre soit clairement évité dans les textes conciliaires. Sur la question de savoir si Marie est morte ou non, qui demeure libre entre théologiens, le Père Galot opine pour « une mort bien ordinaire : par là elle a achevé sa coopération à l'Incarnation ». Selon lui, « on peut parler d'une véritable unanimité dans l'opinion de l'Église au sujet de la mort de Marie ; unanimité complète jusqu'aux temps modernes, unanimité à quelques exceptions près dans la suite. C'est la doctrine commune de la théologie, de la prédication et de la liturgie, comme le montrent notamment les témoignages recueillis en faveur de l'Assomption ». 
Il offre également une méditation sur la paternité divine, branche théologique que certains appellent 'patrilogie'. Constatant que, jusque-là, « la réflexion théologique, en faisant la part belle aux personnes du Fils, du Saint-Esprit et de la Vierge Marie, s'est à peine penchée sur la personne du Père, origine et fin, principe, consistance et plénitude de tout ce qui existe », il lui consacre cinq ouvrages : Le Cœur du Père (1957), Découvrir le Père (1985), Fêter le Père (1991), Père, qui es-tu ? (1996) et Notre Père qui est amour (1998).
Concernant l'eschatologie, il déplore qu'elle ne soit étudiée que sous l'angle des relations de l'homme avec Dieu et la recadre dans sa dimension trinitaire.
Dans ses écrits, sa préférence revenait à la spiritualité du cœur qu'il a longuement développée, à travers l'analyse théologique des cœurs de Dieu le Père, de Jésus et de Marie.

## Citations
- Sur la paternité divine : « Alors qu'un père humain est d'abord personne avant de devenir père, le Père est personne divine en tant que dans l'éternité il engendre le Fils. Sa personne est constituée par la relation-même de paternité. Il n'est pas Père avant d'engendrer, c'est en vertu de l'acte éternel de génération qu'existe sa personne de Père (...). Dans sa personne, le Père est totalement Père. Il se définit exclusivement par sa paternité. En lui tout est paternel ; il est pure paternité ».
- Sur Jésus : « L’Incarnation est le seul cas où une existence humaine a été d’abord expressément voulue par Celui qui allait la vivre ».
- Sur l'eucharistie : « Seule l’eucharistie peut transmettre la vie du Christ dans toute sa plénitude à l’humanité. Elle met en évidence d’une façon très actuelle le mystère de l’Incarnation rédemptrice pour le faire pénétrer dans le cœur du croyant ».
- Sur la messe : « Le Christ qui vient par la Consécration étend par cette venue son empire sur le monde. La Messe fait donc progresser le Royaume du Christ ici-bas. Elle est même l’instrument le plus efficace de l’apostolat de l’Eglise. Elle précède toutes les activités apostoliques et est destinée à les animer. Elle les précède comme le Sacrifice du Calvaire précède l’instauration du Royaume ».
- Sur la Sainte Vierge : « Marie n’est pas Rédemptrice mais co-rédemptrice, en ce sens qu’elle s’est unie au Christ dans l’offrande de sa Passion. Ainsi est pleinement sauvegardé le principe de l’unicité du Médiateur (cf. 1 Tim 2,5). Le Concile rejette l’idée que cette unicité puisse être mise en péril par la présence médiatrice de Marie. Attribuant à la bienheureuse Vierge les titres d’Avocate, Auxiliatrice, Aide et Médiatrice, il affirme que "la médiation unique du Rédempteur n’exclut pas, mais suscite plutôt chez les créatures une coopération variée qui provient de la source unique". Le titre de co-rédemptrice ne saurait donc apparaître comme une menace pour le pouvoir souverain du Christ, puisqu’elle émane de ce pouvoir et trouve en lui son énergie ».
- Sur saint Joseph : « Joseph rappelle qu’on ne peut accueillir le Christ et son mystère que par du silence ».
- Sur l'existence des anges : « Vouloir simplifier a tout prix l'objet de la foi, ce serait appauvrir le monde spirituel auquel la révélation nous donne accès. Ne pourrions-nous pas soupçonner que ce monde doit être beaucoup plus riche que nous ne l'imaginons ? Déjà la découverte de l'univers matériel nous ouvre des perspectives vertigineuses sur une immensité aux dimensions stupéfiantes. (...) Pour le monde spirituel, ce doit être encore plus vrai. Il doit y avoir là beaucoup plus de richesses que spontanément nous ne serions portés à l'admettre. Dans notre réflexion, nous pourrions même ajouter que si dans ce monde spirituel il n'y avait pas d'anges, on pourrait s'en étonner. Comment Dieu n'aurait-il pas créé de purs esprits, en se limitant à créer des esprits unis à un corps ? ».

## Écrits
Le R.P. Galot a publié d'innombrables articles et ouvrages spirituels pour la propagation et la vulgarisation de la doctrine catholique. D'une grande érudition et d'une profonde spiritualité, il a su mettre l'étude théologique à la portée du grand public, grâce à son style clair et précis. Collaborant à la rédaction de plusieurs revues, il est aussi l'auteur de notices théologiques du Dictionnaire de spiritualité (Beauchesne, 1958) et de nombreuses prières chrétiennes.

### Ouvrages de théologie et de doctrine spirituelle
Livres publiés chez Desclée de Brouwer :
- La nature du caractère sacramentel : étude de théologie médiévale (1956)
- La Rédemption, mystère d'alliance (1965)
- Marie dans l'évangile (1958)
- Le Cœur du Père (1961)
- Le Cœur du Christ (1953)
- Le Cœur de Marie (1955)
- L'Esprit d'amour (1961)
- Pleine de grâce (1960)
- Saint Joseph (1961)
- Eucharistie vivante (1963)
- Dans le Corps mystique (1961)
- Vainqueur par la souffrance (1964)
- La prière, intimité filiale (1965)

Livres édités chez Parole et Silence :
- De la Croix au triomphe de la vie (2003)
- 3 tomes de christologie : Christ qui es-tu ?, Christ de notre foi : réflexion sur le mystère et Libérés par l'amour (2021)
- Réconciliez-vous avec Dieu (1999)
- Qui dites-vous que je suis ? Au seuil du troisième millénaire (1996)
- L'Esprit Saint, personne de communion (1997)
- Notre Père qui est amour (1998)
- L'Eucharistie, amour plein de vie (2000)
- La libération de l'amour (2001)
- Dieu en trois Personnes (2021)
- Marie, Mère et Corédemptrice (2021)

Livres publiés chez d'autres éditeurs :
- Prières de retraite, Bibliotheca Alphonsiana, 1957
- Sept Chemins de Croix, Louvain, 1950
- Examens de conscience, Bibliotheca Alphonsiana, 1958
- Au service des malades, Bibliotheca Alphonsiana, 1963
- Célibat sacerdotal et célibat du Christ, Presses de Saint-Augustin, 1965
- Être né de Dieu : Jean 1, 13, Rome, Institut biblique pontifical, 1969
- La Personne du Christ : recherche ontologique, Lethielleux, 1969
- Visage nouveau du prêtre, Duculot, 1070
- La Conscience de Jésus, Duculot, 1971
- Vers une nouvelle christologie, Duculot, 1971
- Le Mystère de l'espérance, Lethielleux, 1973
- Dieu souffre-t-il ?, Lethielleux, 1976
- La Paternité divine : révélation & engagement, Grégorianum, 1978
- Le Problème christologique actuel, C.L.D., 1979
- Le Caractère du sacerdoce presbytéral, Association sacerdotale "Lumen gentium" , 1979
- Le Christ, foi et contestation, C.L.D., 1981
- Pourquoi la souffrance ?,Sintal, 1983
- Rencontrer le Christ, Sintal, 1983
- Présence à ton cœur, Sintal, 1985
- Vivre avec le Christ : la vie consacrée selon l'évangile, Sintal, 1986
- Dieu et la femme : Marie dan l'œuvre du salut, Sintal, 1986
- Découvrir le Père : esquisse d'une théologie du Père, Louvain, Sintal, 1985
- Je suis avec vous tous les jours : vivre la liturgie, Saint-Paul, 1990
- Fêter le Père, Mame, 1993
- Père, qui es-tu ? Petite catéchèse sur le Père, Saint-Paul, 1996
- Prêtre au nom du Christ, C.L.D., 2021
- Le Rosaire médité, s.d.

Livres publiés en langues étrangères :
- Prayers to the Sacred Heart of Jesus, trad. Nicholas M. Wilwers, Combine ed., 1958
- La Iglesia y la mujer, Bilbao, Mensagero, 1966
- La Fede di Maria e la nostra, Assisi, Cittadella ed., 1973
- Jesus, our Liberator : a theology of Redemption, Gregorian Univeristy Press, 1982
- Teologia del sacerdozio, Firenze, Libreria editrice Fiorentina, 1981 / Theology of the priesthood, Ignatius Press, 2005
- Rinnovamento della vita consacrata : presentazione e commento del decreto "Perfectæ caritatis" testo del motu proprio "Ecclesiæ sanctæ", Rome, ed. Paoline, 1967
- Renovacion de la vida consagrada, trad. Antonio Marti Lloret, Bilbao, Mensajero, 1967
- The mystery of christian hope, trad. M.-Angeline Bouchard, New York, Alba House, 1977
- Die neue Sicht der Autorität in Kirche und Orden, Leutesdorf am Rhein, 1966 (OCLC 633349568)
- Das Bußsakrament im Leben der Ordensleute, Leutesdorf am Rhein, 1966 (OCLC 633020764)
- Christliche Grundwahrheiten, Leutesdorf, 1984  (ISBN 3-7794-0532-6)
- Maria, Gebete, Trier, 2009  (ISBN 978-3-7902-2172-5)

### Commentaires des documents conciliaires
Lors du concile Vatican II, il commente les documents conciliaires relatifs à la vie religieuse, études publiées chez les éditions Duculot-Lethielleux :
- Consécration au cœur du monde (1968)
- Croire et se donner (1968)
- Les Religieux dans l'Église selon la constitution "Lumen gentium" et le décret "Christus Dominus" sur la charge pastorale des évêques (1966)
- Vers une parfaite charité (1966)
- Porteurs du souffle de l'Esprit : nouvelle optique de la vie consacrée (1967)
- Animatrice de communauté : la supérieure dans le style du concile (1967)
- Renouveau de la vie consacrée (1966)
- L’Église et la femme (1965)
- Les Religieux dans l’Église (1966)
- Visage d'évangile des instituts religieux (1968)
- La Vierge Marie dans l'Église : le concile vous parle (1967)
- Recherche de Dieu : découvrir l'Eucharistie (1969)
- Mission et ministère de la femme (1976)
- Vivre avec Marie (1988)

### Études sur sa pensée
Des thèses de doctorat ou des ouvrages ont commencé à étudier sa pensée théologique :
- Gérard Demierre, La nouvelle christologie : essai de présentation de la christologie de Jean Galot, 1980
- P. Vincent-de-Paul Randriankotomanjanahary : L'œuvre salvifique du Christ Rédempteur : études sur Jean Galot, Christian Duquoc et Bernard Sesboüé, Ordinei dei Carmelitani Scalzi, Rome, 2006, 188 pp.
- Basilio Rinaudo, Il Dio Trinità e la sofferenza d'amore : la riflessione teologica di Jean Galot sul mistero della passibilità divina, Patti, L'Ascesa, 2008
- Antônio Lopes Fonseca, Jesus-Cristo sacerdote fonte e modelo da identidade do sacerdócio ministerial : questões relativas à identidade sacerdotal em J. Galot, Roma, Pontificia università gregoriana, 2015
- Milord Mallebranche, La définition dogmatique de Chalcédoine dans la christologie de Jean Galot, Rome, Pontificia università gregoriana, 2016
- Janvier-Polycarpe Likouai-Medja : Connaître le Père : une étude critique de la théologie du Père du R.P. Galot, Faculté de théologie de l'université Saint-Damase, Madrid, 25 mars 2019, 535 pp.
- Steven R. Costello, Known in the Sacred Heart, icon of love : an application of Jean Galot's doctrine on the Heart of Christ for a christocentric anthropology centered in love, Roma, Pontificia università lateranense, 2019
- Hervé Solofoarimanana, La médiation de la Vierge Marie en rapport avec l'œuvre salvifique du Christ selon Jean Galot : analyse historique et systématique de sa pensée théologique, éd. Cantagalli, 2021